# Kirche Wredenhagen

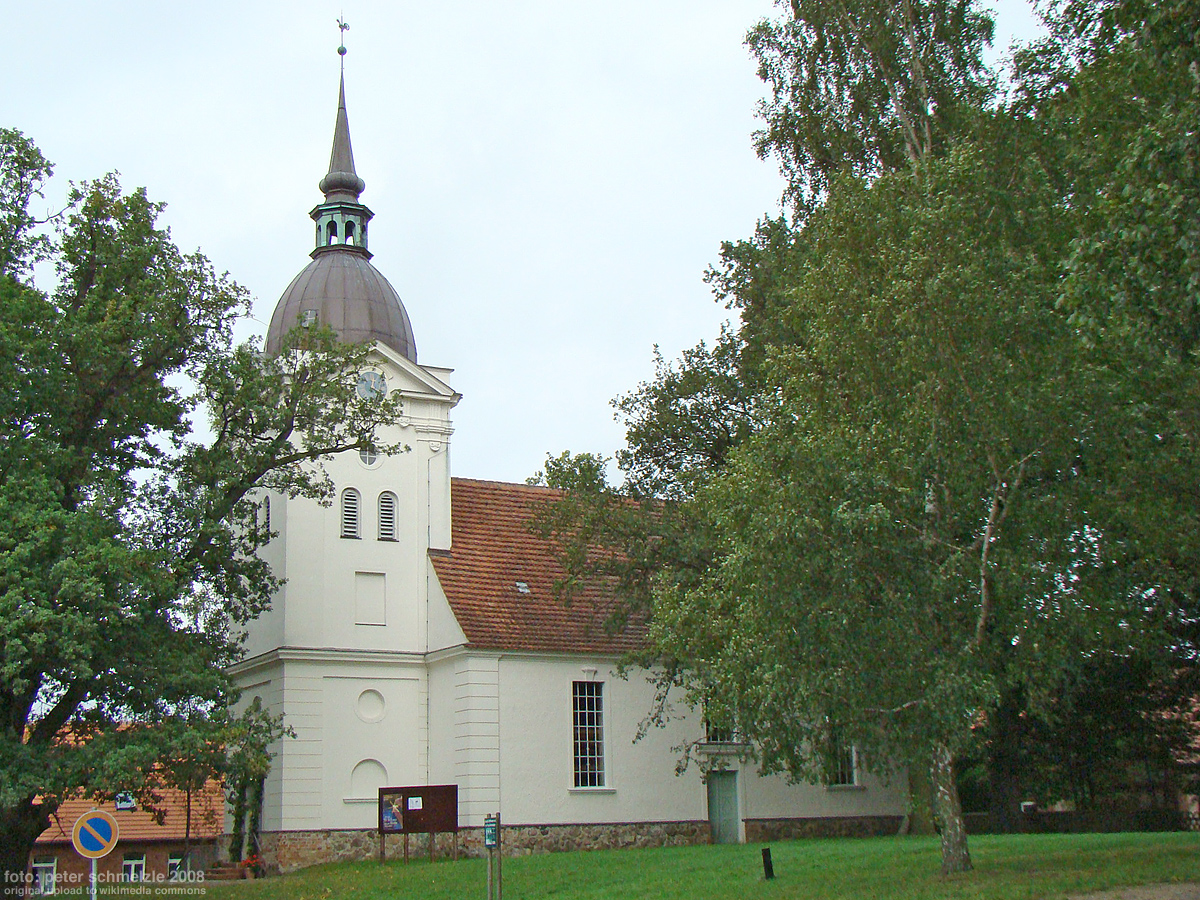
Kirche Wredenhagen

Die Kirche im Ortsteil Wredenhagen der Gemeinde Eldetal im Landkreis Mecklenburgische Seenplatte ist eine historische evangelische Dorfkirche. Sie gehört zur Kirchengemeinde Kieve-Wredenhagen in der Propstei Neustrelitz, Kirchenkreis Mecklenburg der Evangelisch-Lutherischen Kirche in Norddeutschland.

## Geschichte

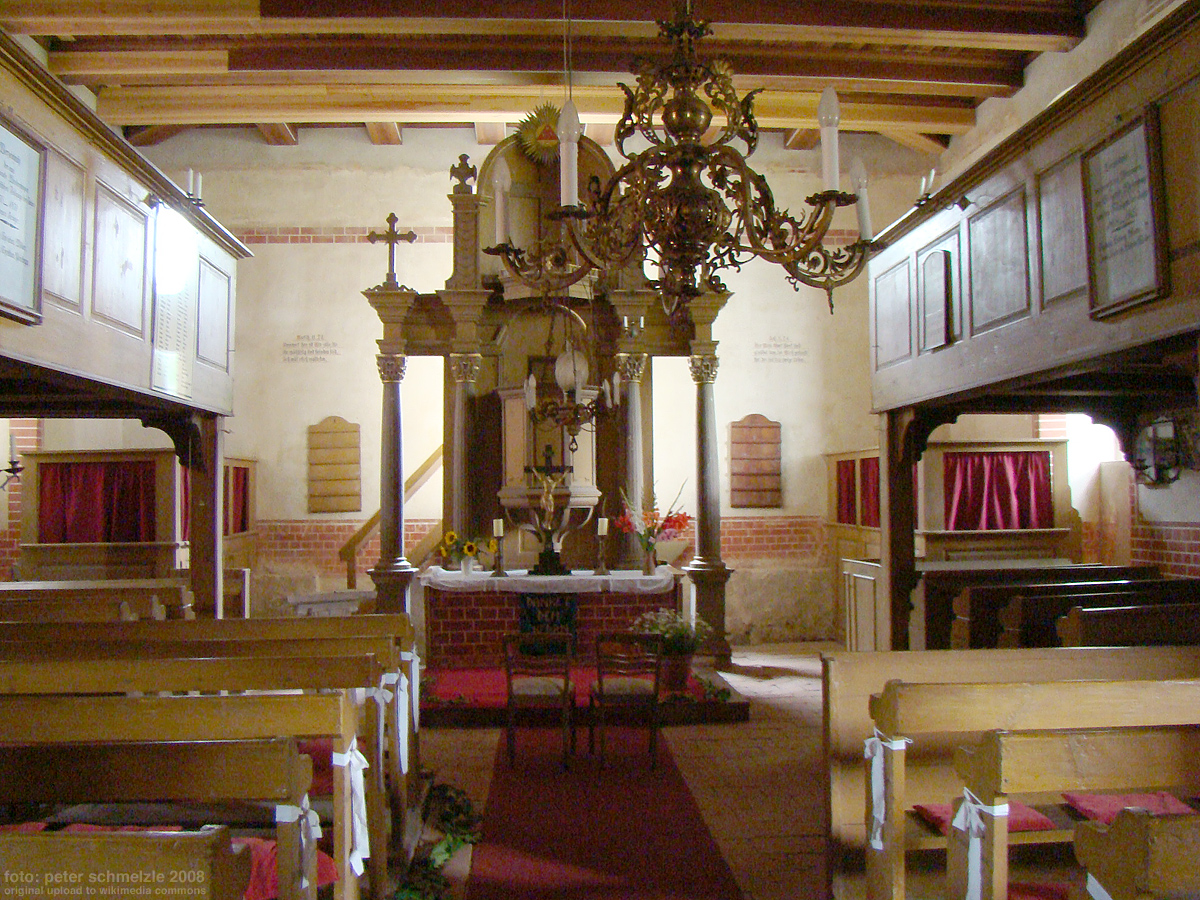
Blick zum Altar

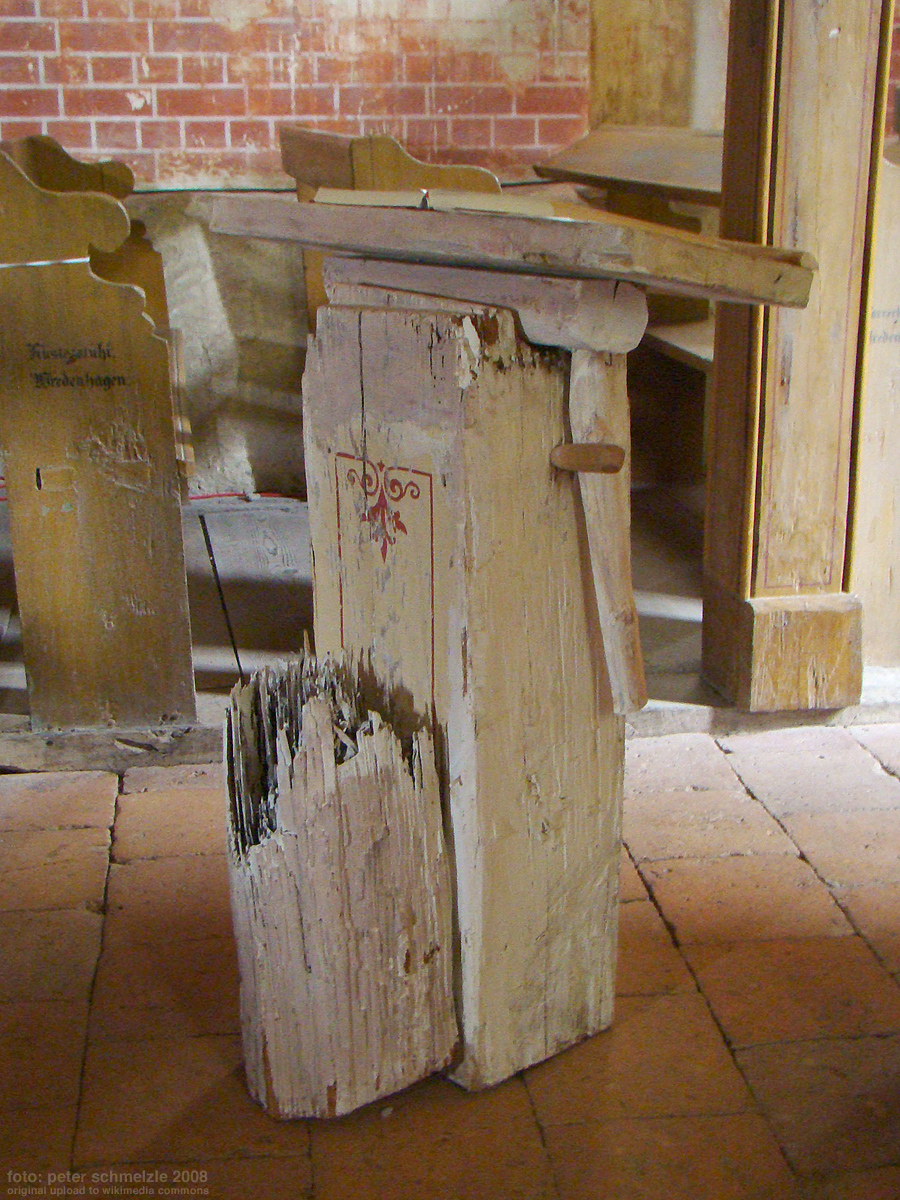
Ambo

Die Kirche bei der Burg Wredenhagen geht auf ein historisches Gebäude zurück, das in der zweiten Hälfte des 18. Jahrhunderts erneuert und 1802 neu eingeweiht wurde. Eine nach Osten ausgerichtete historische Kirche bestand bereits um 1300 und war damals Teil der sich nordwestlich an die Burg anschließenden Vorburg. Um 1600 hatte die Kirche schon ein Kirchenschiff in seiner heutigen Größe, allerdings im Westen noch einen in Fachwerktechnik errichteten Turm mit einem spitzen Turmhelm. Bei der Erneuerung 1802 erhielt die Kirche einen dem Putzbau des Langhauses angepassten steinernen Turm, dessen oberer Bereich 1891 wohl nach Brand im Wesentlichen seine heutige Form erhielt.

## Ausstattung
Zur erhaltenen historischen Inneneinrichtung zählen der Kanzelaltar sowie die Empore und das Gestühl mit seiner Beschriftung, die den Bewohnern des herzoglichen Gutsdorfes Wredenhagen den nach Ständen untergliederten Sitzplatz zuwies. Für den Verwalter des herzoglichen Forstamts war eine eigene Loge vorgesehen. In der Kirche sind auch mehrere Ehrentafeln für Teilnehmer und Gefallene verschiedener Kriege erhalten.
Zur historischen Ausstattung der Kirche zählen außerdem verschiedene Kelche aus dem 15. bis 17. Jahrhundert sowie die aus Zinn gefertigte Taufschale und Leuchter aus dem 17. Jahrhundert.

## Orgel
Die Orgel aus dem Jahr 1860 auf einer dreiseitig umlaufenden Empore stammt von Friedrich Hermann Lütkemüller. Der Orgelprospekt ist in der für Lütkemüller typischen Bauweise in fünf Prospektfelder eingeteilt. Der Mittelturm ist giebelbesetzt. Das gesamte Orgelgehäuse ist mittelbraun lasiert und mit Palmetten besetzt. Das Schleifladen-Instrument hat 10 Register auf einem Manual und Pedal. Die Trakturen sind mechanisch.
| I Hauptwerk C–d3 |            |       |
| 1.               | Principal  | 8′    |
| 2.               | Salicional | 8′    |
| 3.               | Gedackt    | 8′    |
| 4.               | Praestant  | 4′    |
| 5.               | Flöte      | 4′    |
| 6.               | Octave     | 2′    |
| 7.               | Nasard     | 2 ⁄3′ |
| 8.               | Mixtur III |       |

| Pedalwerk C–c1 |        |     |
| 9.             | Subbaß | 16′ |
| 10.            | Violon | 8′  |

- Koppel: Pedalcoppel als Registerzug

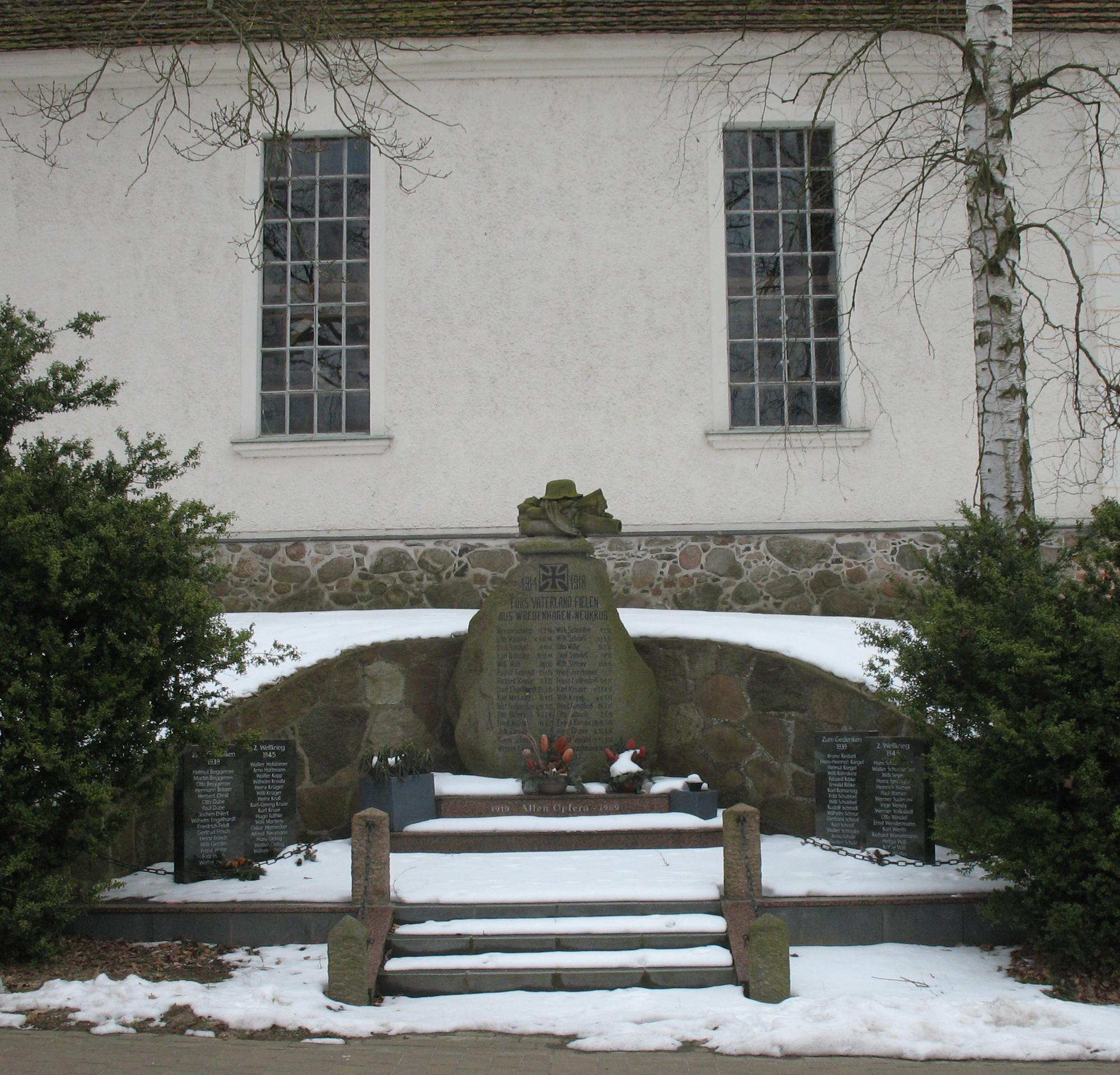
Kriegerdenkmal an der Kirche
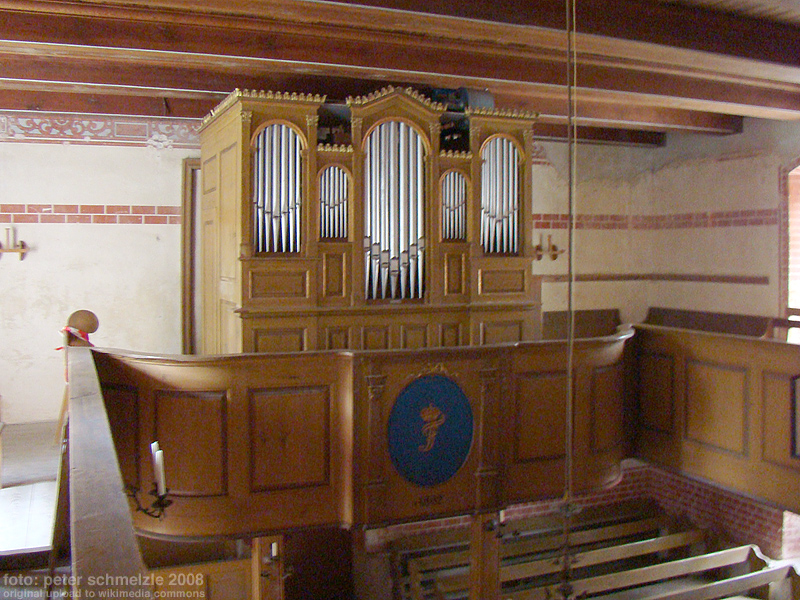
Orgel